# Eburia linsleyi
Eburia linsleyi là một loài bọ cánh cứng trong họ Cerambycidae.